# Sekungkung
Sekungkung is een bestuurslaag in het regentschap Kerinci van de provincie Jambi, Indonesië. Sekungkung telt 1560 inwoners (volkstelling 2010).